# Giovanni Poleni
Giovanni Poleni (Veneza, ca. 1683 – Pádua, novembro de 1761) foi um físico, matemático e antiquário veneziano.
Foi nomeado professor de física em 1715 e de matemática em 1719 da Universidade de Pádua. Foi o primeiro a construir uma calculadora com roda de pinos em madeira em 1709; porém a destruiu após tomar conhecimento de que Antonius Braun havia apresentado sua própria calculadora ao imperador Carlos VI do Sacro Império Romano-Germânico. Apesar disso descreveu sua máquina em sua obra  Miscellanea em 1709, também descrita por Jacob Leupold em sua  Theatrum Machinarum Generale em 1727. 
Como especialista em engenharia hidráulica foi encarregado pelo senado veneziano para executar as construções necessárias para prevenir inundações em Veneza e pelo Papa Bento XIV em Roma em 1748 para examinar a cúpula da Basílica de São Pedro e dirigir as reformas. Em 1710 foi eleito membro da Royal, e em 1739 da Académie des Sciences.
Poleni foi mecenas do violinista Giuseppe Tartini e publicou tratados sobre Arquitetura da Roma Antiga.

## Obras
- Miscellanea, Venice, 1709;

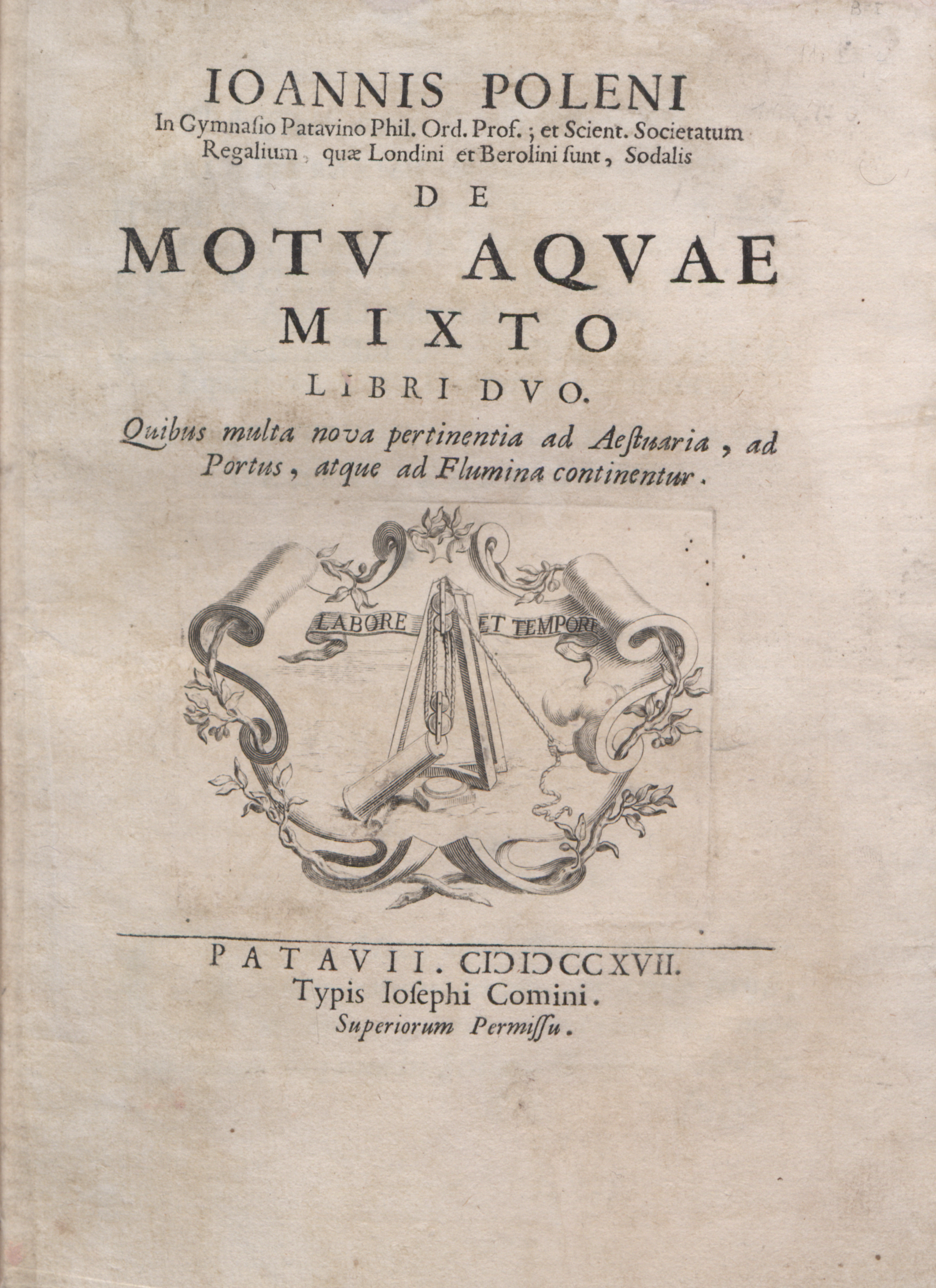
De motu aquae (1717)

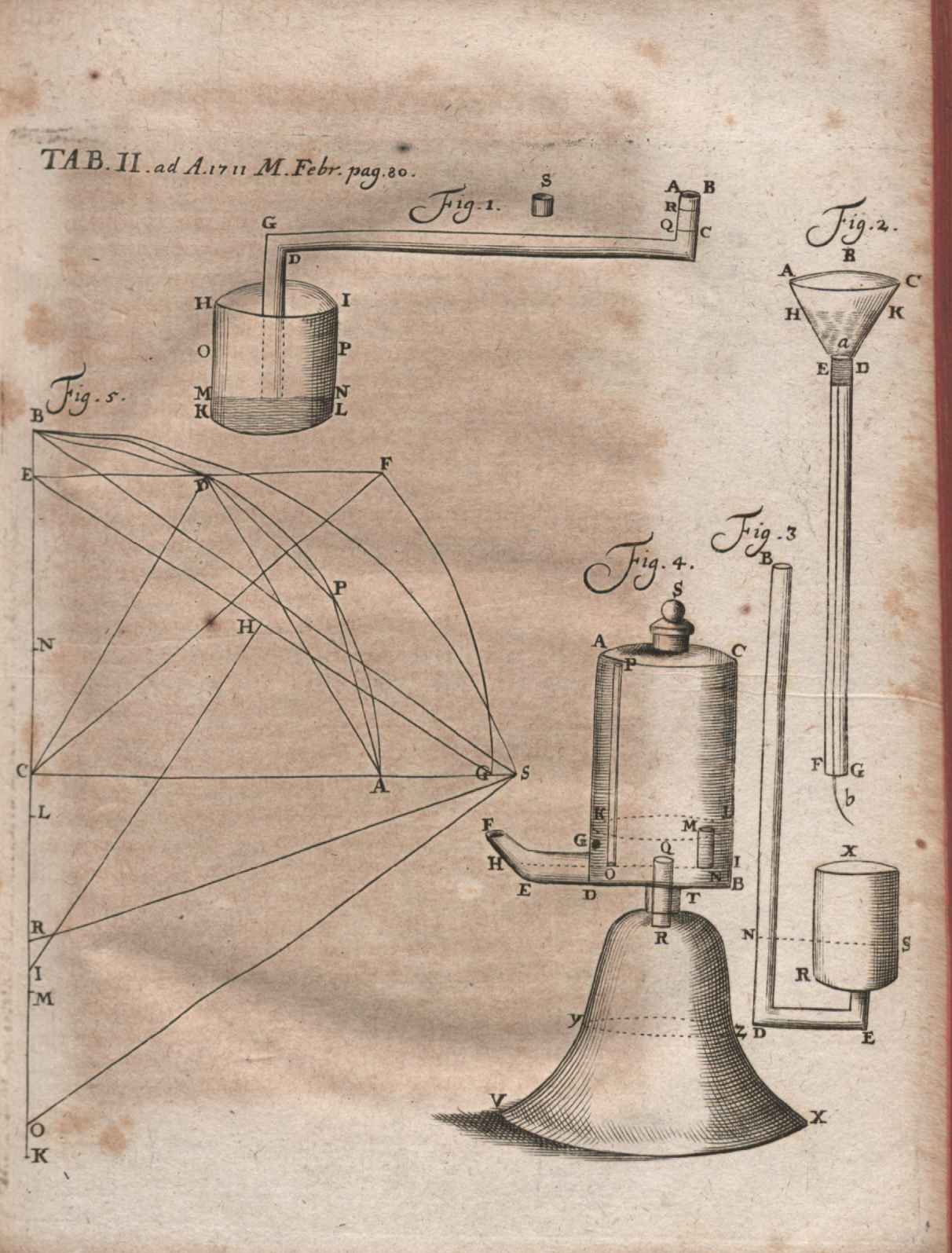
Ilustração da resenha de Miscellanea publicada em Acta eruditorum, 1711

- De vorticibus coelestibus, Padua, 1712;
- De motu acquæ mixto, Padua, 1717;
- De castellis por quæ derivantur fluviorum latera convergentia, Padua, 1720;
- Exercitationes Vitruvianæ Venecia, 1739;
- Il tempio di Diana di Efeso (Templo de Diana en Éfeso); Venecia, 1742.
- Memorie istoriche della Gran Cupola del Tempio Vaticano; Roma, 1748.